# Mai 1988
Portal Geschichte | Portal Biografien | Aktuelle Ereignisse | Jahreskalender | Tagesartikel

◄ |
19. Jahrhundert |
20. Jahrhundert
| 21. Jahrhundert

◄ |
1950er |
1960er |
1970er |
1980er
| 1990er | 2000er | 2010er | ►

◄ |
1984 |
1985 |
1986 |
1987 |
1988
| 1989 | 1990 | 1991 | 1992 | ►

◄ |
Februar 1988 |
März 1988 |
April 1988 |
Mai 1988 |
Juni 1988 |
Juli 1988 |
August 1988 |
►
Dieser Artikel behandelt aktuelle Nachrichten und Ereignisse im Mai 1988.

## Tagesgeschehen

### Dienstag, 3. Mai 1988
- Frankfurt am Main/Deutschland: Der SV Werder Bremen wird durch einen 1:0-Sieg bei Eintracht Frankfurt vorzeitig Deutscher Fußballmeister 1988. Zuvor wurde der Verein nach dem Gewinn der Meisterschaft 1965 viermal Vizemeister.[1]

### Mittwoch, 4. Mai 1988

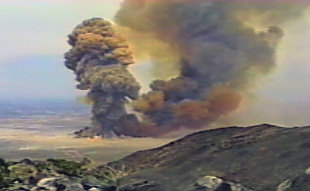
Explosion bei Pepcon

- Henderson/Vereinigte Staaten: In Nevada explodiert während Reparaturarbeiten am Gebäude die Fabrik des Raketentreibstoff-Herstellers Pepcon aus ungeklärter Ursache. 75 Menschen wurden kurz vor dem Unglück in Sicherheit gebracht, doch zwei Menschen sterben.[2]

### Donnerstag, 5. Mai 1988
- Atlanta/Vereinigte Staaten: Mit Eugene A. Marino bekleidet ab heute erstmals in den Vereinigten Staaten ein Schwarzer die Stelle eines römisch-katholischen Erzbischofs.[3]

### Sonntag, 8. Mai 1988

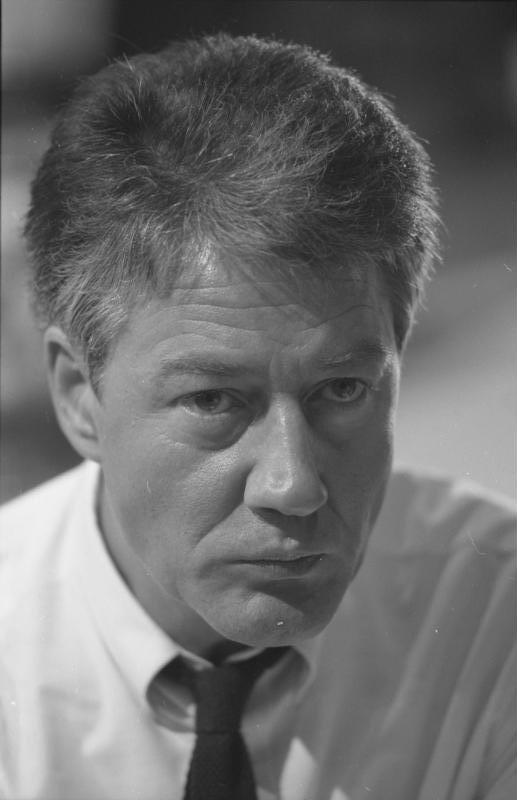
Björn Engholm

- Kiel/Deutschland: Bei der vorgezogenen Landtagswahl in Schleswig-Holstein, knapp acht Monate nach Beginn der Barschel-Affäre, erreicht die SPD mit ihrem Spitzenkandidaten Björn Engholm die absolute Mehrheit. Gegenüber 1987 wächst ihr Stimmenanteil um 9,6 %. Heiko Hoffmann muss als Spitzenkandidat der CDU einen Absturz der Partei um 9,3 % auf 33,3 % mitverantworten.[4]
- Paris/Frankreich: Im entscheidenden zweiten Durchgang zur Wahl des Präsidenten der Republik Frankreich wird François Mitterrand von der Sozialistischen Partei mit 54 % der Stimmen für weitere sieben Jahre ins höchste Amt des Staats gewählt. Er siegt gegen Jacques Chirac von der konservativen Partei Zusammenschluss für die Republik.[5]

### Dienstag, 10. Mai 1988
- Hamburg/Deutschland: In einer Sitzung des Senats verkündet der Erste Bürgermeister der Stadt und Regierungschef des Landes Hamburg Klaus von Dohnanyi (SPD) seinen Rücktritt zum 1. Juni. Von Dohnanyi kritisiert, dass die Verfassung der Stadt eine mangelnde Durchsetzungsfähigkeit des Ersten Bürgermeisters innerhalb des Senats in Kauf nehme.[6]
- Paris/Frankreich: Premierminister Jacques Chirac von der Partei Zusammenschluss für die Republik reicht beim wiedergewählten Präsidenten François Mitterrand (Sozialistische Partei) seinen Rücktritt ein. Mitterrand ernennt daraufhin seinen parteiinternen Rivalen Michel Rocard zum neuen Premierminister.[7]

### Mittwoch, 11. Mai 1988
- Straßburg/Frankreich: Der KV Mechelen gewinnt den Fußball-Europapokal der Pokalsieger durch ein 1:0 im Finale gegen Ajax Amsterdam. Die flandrische Stadt Mechelen ist mit 75.000 Einwohnern der bisher kleinste Heimatort eines Siegers im Europapokal.[8]
- Wien/Österreich: Wenige Wochen nach der Rücktrittsankündigung ihres aktuellen Parteiobmanns Fred Sinowatz vereinen die Delegierten des Parteitags der SPÖ die Ämter des Bundeskanzlers und des SPÖ-Parteivorsitzes wieder in einer Person und wählen Sinowatz' Nachfolger im Amt des Bundeskanzlers Franz Vranitzky zu dessen Nachfolger als Parteiobmann.[9][10]

### Samstag, 14. Mai 1988
- Paris/Frankreich: Präsident François Mitterrand löst die Nationalversammlung auf und ordnet Neuwahlen im Juni an. Er hofft, dass sich damit die Mehrheitsverhältnisse zu Gunsten des kürzlich ernannten Ministerpräsidenten Michel Rocard von der Sozialistischen Partei ändern.[11]

### Sonntag, 15. Mai 1988

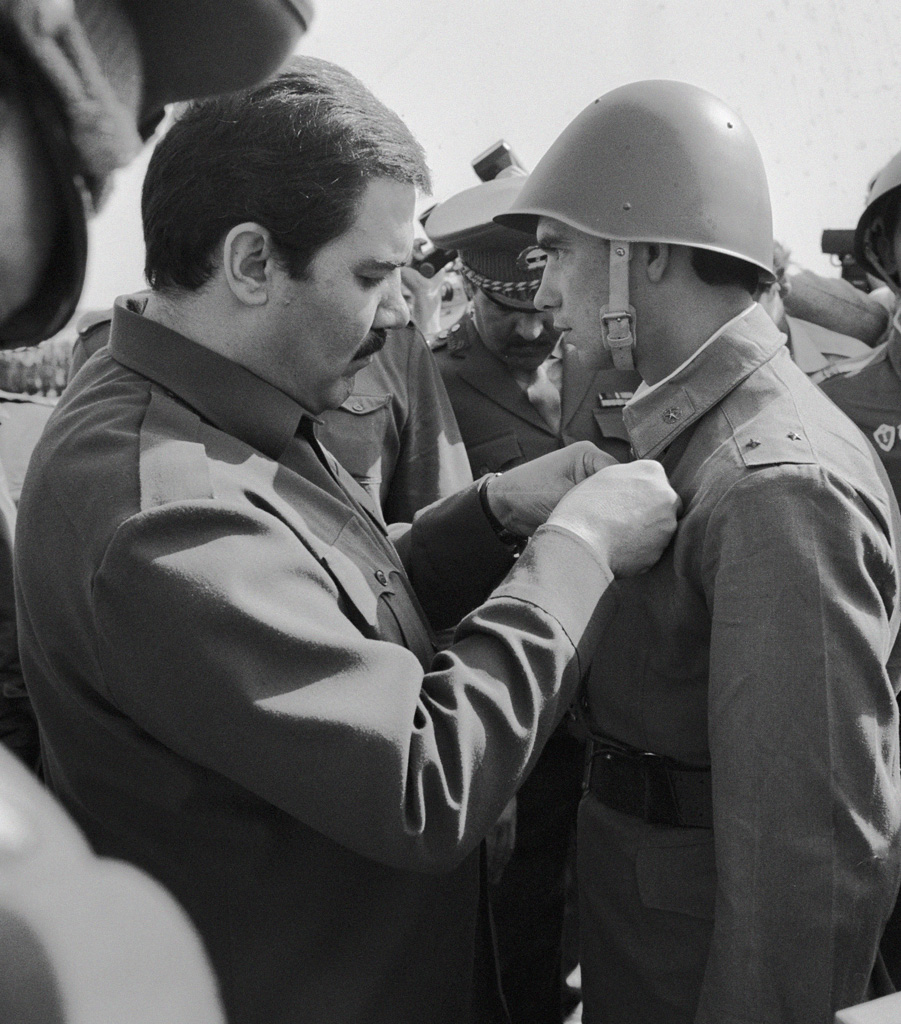
Nadschibullāh ehrt einen sowjetischen Soldaten (1986)

- Afghanistan: Die Rote Armee der Sowjetunion beginnt ihren Abzug aus dem Land in Zentralasien und löst damit eine Zusicherung aus dem Genfer Afghanistan-Abkommen vom 14. April gegenüber Afghanistan, Pakistan und den Vereinigten Staaten ein. Der Konflikt in Afghanistan, an dem sich die Sowjetunion seit 1979 offen beteiligt, gilt als Stellvertreterkrieg im Kalten Krieg, in dem die Vereinigten Staaten einerseits religiöse Fundamentalisten und die Sowjetunion andererseits die kommunistische Zentralregierung unter Mohammed Nadschibullāh unterstützen.[12]
- Belgrad/Jugoslawien: Raif Dizdarević vom Bund der Kommunisten löst seinen Parteikollegen Lazar Mojsov als Vorsitzender des Präsidiums der SFR Jugoslawien ab und wird neues Staatsoberhaupt der Republik.[13]

### Mittwoch, 18. Mai 1988
- Leverkusen/Deutschland: Der TSV Bayer 04 Leverkusen gewinnt den Fußball-UEFA-Cup nach einem 3:2 im Elfmeterschießen im Final-Rückspiel gegen Espanyol Barcelona.[14]

### Freitag, 20. Mai 1988
- Wien/Österreich: Der SK Rapid Wien steht nach dem 2:1-Sieg gegen den FC Swarovski Tirol vorzeitig als Österreichischer Fußballmeister 1988 fest.[15]

### Montag, 23. Mai 1988

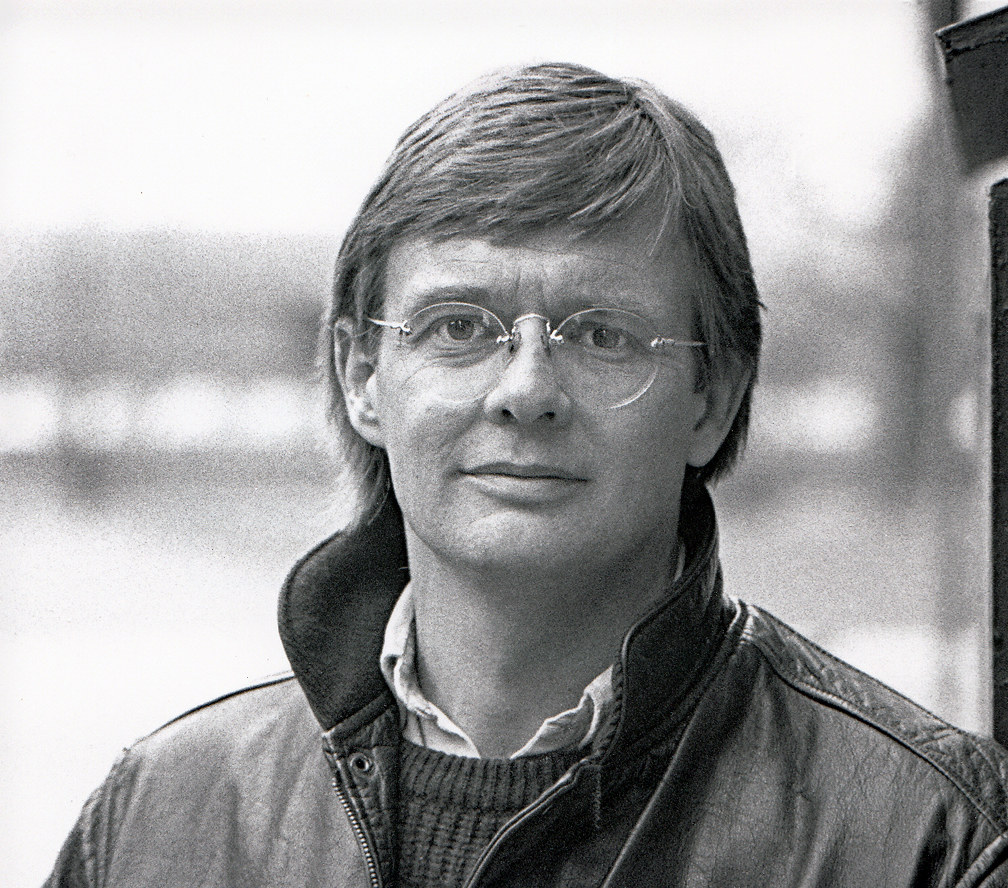
Bille August

- Bern/Schweiz: Der Grasshopper Club Zürich gewinnt das Final im Schweizer Cup der Fussballer mit 2:0 gegen den FC Schaffhausen.[16]
- Cannes/Frankreich: Der Film Pelle, der Eroberer des dänischen Regisseurs Bille August wird bei den 41. Internationalen Filmfestspielen mit der Palme d’or ausgezeichnet.[17]

### Mittwoch, 25. Mai 1988
- Berlin/Deutschland: Im Kaufhaus des Westens explodiert nachts eine Rohrbombe. Ein Unbekannter verlangte am 11. Mai von der Hertie GmbH, der das Kaufhaus gehört, die Summe von 500.000 D-Mark, andernfalls würde er einen Anschlag verüben.[18]
- Stuttgart/Deutschland: Der PSV Eindhoven gewinnt den Fußball-Europapokal der Landesmeister durch einen Finalsieg im Elfmeterschießen gegen Benfica Lissabon.[19]

### Donnerstag, 26. Mai 1988
- Edmonton/Kanada: Der Stanley Cup der nordamerikanischen Eishockey-Profiliga NHL geht wie im Vorjahr an die Edmonton Oilers, die das fünfte und entscheidende Spiel der Finalserie gegen die Boston Bruins mit 6:3 für sich entscheiden.[20]

### Samstag, 28. Mai 1988
- Berlin/Deutschland: Die SG Eintracht Frankfurt gewinnt gegen den VfL Bochum im Finale des DFB-Pokals der Männer mit 1:0.[21]
- Berlin/Deutschland: Der Titelverteidiger Berliner FC Dynamo wird durch einen 1:0-Sieg gegen den FC Vorwärts Frankfurt/Oder Meister der Fußball-Oberliga der DDR 1988. Es ist der zehnte nationale Meistertitel in Serie für den Berliner Verein.[22]

### Sonntag, 29. Mai 1988

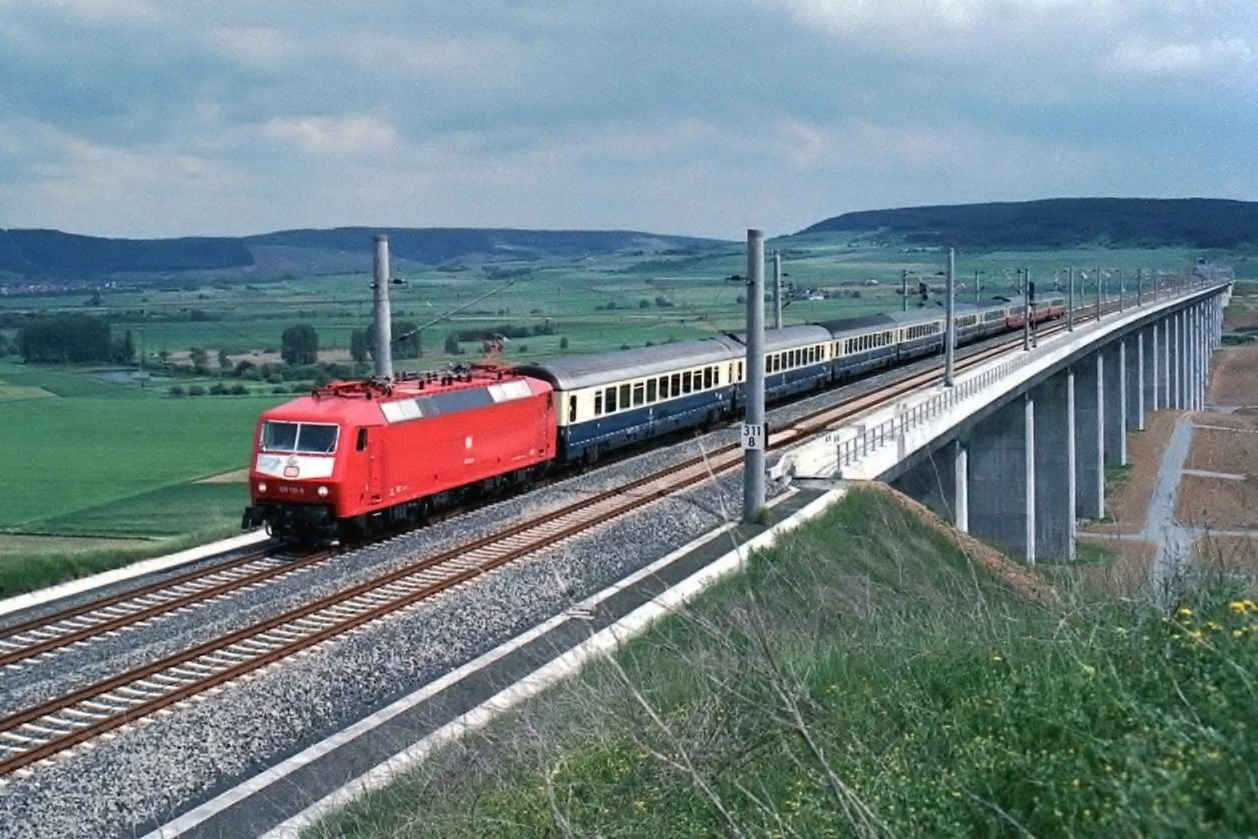
Erster Betriebstag auf der Strecke von Fulda nach Würzburg (IC-Zug)

- Fulda, Würzburg/Deutschland: Die Deutsche Bundesbahn feiert die Inbetriebnahme des südlichen Teils der Eisenbahn-Schnellfahrstrecke Hannover–Würzburg, die im nächsten Jahr durchgängig betriebsbereit sein soll. Neben den Fahrten mit dem InterCity (IC) werden Pendelfahrten mit dem InterCityExperimental (ICE) angeboten.[23]
- Islamabad/Pakistan: Der diktatorisch regierende Präsident Mohammed Zia-ul-Haq löst die Nationalversammlung auf, dadurch verliert der als Parteiführer der Muslimliga 1985 zum Premierminister berufene Regierungschef Muhammad Khan Junejo sein Amt. Zusätzlich löst Zia-ul-Haz alle Provinzregierungen und -parlamente auf.[24]
- Islamabad/Pakistan: Die Bundesrepublik Deutschland leiht der Staatsführung Pakistans 135 Millionen D-Mark. Der Großteil der Summe soll für den Bau eines Wasserkraftwerks verwendet werden.[25]

### Dienstag, 31. Mai 1988
- Kiel/Deutschland: Der Landtag von Schleswig-Holstein wählt Björn Engholm (SPD) zum neuen Ministerpräsidenten des Landes.[26]
- Moskau/Sowjetunion: US-Präsident Ronald Reagan erklärt während eines Spaziergangs nahe der Zarenkanone im Kreml, dass er die Sowjetunion nicht länger als so genanntes „Reich des Bösen“ ansehe, denn jene Zuschreibung gehöre in eine „andere Ära“.[27]